# Heinz Wewers
Heinz Wewers (Gladbeck, 27 luglio 1927 – Essen, 29 agosto 2008) è stato un allenatore di calcio e calciatore tedesco-occidentale, di ruolo difensore.

## Carriera
Durante la sua carriera ha vestito solo la maglia del Rot-Weiss Essen, dal 1949 al 1962.
Con la Nazionale tedesco-orientale conta 12 presenze ed una rete.
Da allenatore è tornato alla sua ex squadra nel 1966.

## Palmarès

### Giocatore

#### Competizioni nazionali
- Campionato tedesco: 1

Rot-Weiss Essen: 1954-1955
- Coppa di Germania: 1

Rot-Weiss Essen: 1952-1953